# France au Concours Eurovision de la chanson 1991
La France a participé au Concours Eurovision de la chanson 1991 à Rome, en Italie. C'est la 34e participation de la France au Concours Eurovision de la chanson.
Le pays est représenté par Amina et la chanson C'est le dernier qui a parlé qui a raison, sélectionnés en interne par Antenne 2. 

## Sélection
Antenne 2 choisit l'artiste et la chanson en interne pour représenter la France au Concours Eurovision de la chanson 1991.

## À l'Eurovision

### Points attribués par la France
| 12 points | Chypre      |
| 10 points | Portugal    |
| 8 points  | Italie      |
| 7 points  | Turquie     |
| 6 points  | Espagne     |
| 5 points  | Belgique    |
| 4 points  | Suisse      |
| 3 points  | Israël      |
| 2 points  | Malte       |
| 1 point   | Royaume-Uni |

### Points attribués à la France
| 12 points                              | 10 points                | 8 points                      | 7 points                                         | 6 points      |
| -------------------------------------- | ------------------------ | ----------------------------- | ------------------------------------------------ | ------------- |
| - Autriche - Israël - Italie - Norvège | - Finlande - Yougoslavie | - Allemagne - Espagne - Grèce | - Belgique - Chypre - Islande - Irlande - Suisse | - Royaume-Uni |
| 5 points                               | 4 points                 | 3 points                      | 2 points                                         | 1 point       |
| - Portugal - Suède                     |                          | - Malte                       |                                                  |               |

Amina interprète C'est le dernier qui a parlé qui a raison en 9e position sur 22 participants lors du concours suivant la Suède et précédant la Turquie. 
Au terme du vote final, la France termine 1re en ex æquo avec la Suède, obtenant tous deux 146 points. La règle sur les ex æquo fut alors utilisée et le superviseur du concours procède au décompte des « douze points ». Étant donné que chacun des deux pays en avaient reçu quatre, les « dix points » sont décomptés, la France en avait reçu deux et la Suède, cinq. 
Par conséquent, la Suède est proclamée vainqueur et la France termine deuxième.